# Lidel
Lidel è stato un mensile italiano di costume e moda pubblicato dal 1919 al 1935. Fu una rivista femminile molto raffinata e di costo elevato, indirizzata alle donne dell'aristocrazia e dell'alta borghesia italiana, che propugnava la nascita di una moda italiana indipendente da quella francese.

## Storia

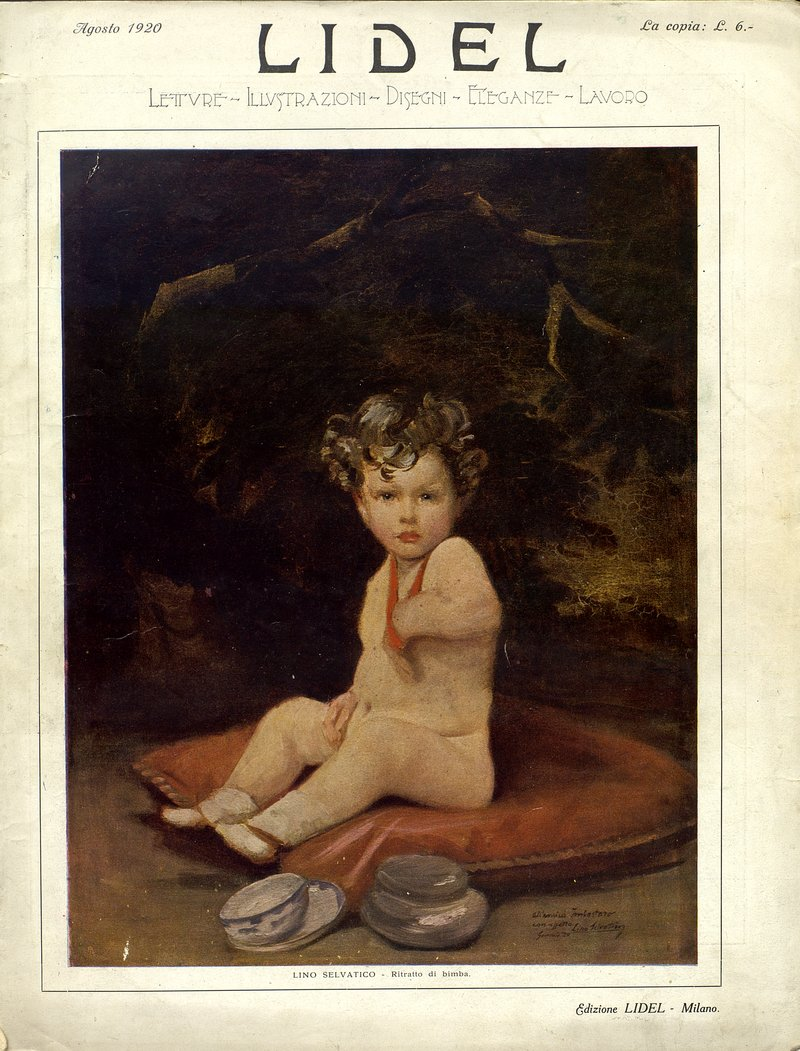
Copertina del n.8 (agosto) 1920, con una riproduzione di Ritratto di bimba di Lino Selvatico

«Lidel» nacque nel maggio del 1919, fondata a Milano dalla giornalista Lydia De Liguoro, che la diresse fino al 1927. Il titolo era al contempo un acrostico del nome della fondatrice e l'unione delle iniziali degli argomenti trattati: letture, illustrazioni, disegni, eleganze, lavoro. Vi scrissero tra gli altri Massimo Bontempelli, Grazia Deledda, Amalia Guglielminetti, Luigi Pirandello, Margherita Sarfatti e Carlo Carrà nei panni di critico d'arte. Le copertine furono in parte fotografiche ed in parte illustrate da René Gruau, Brunetta Mateldi, Bruno Munari, Edina Altara, Vittorio Accornero De Testa (Max Ninon) e altri.
La rivista, stampata su carta patinata e dotata di buona qualità grafica, si rivolgeva ad un pubblico femminile d'élite proponendo un'immagine della donna che negli anni si allineò sempre più con quella proposta dal regime fascista La rivista cercò di liberare il mondo della moda dall'influenza francese, per valorizzare l'industria nazionale..
Molto attenta al tema dell'arte, aprì all'interno della redazione una saletta Lidel con la presentazione dei maggiori artisti dell'epoca,   con una incisiva presenza nella vita culturale milanese.
Nel 1930 Mura (pseudonimo di Maria Assunta Giulia Volpi Nannipieri) vi pubblicò il racconto Niôminkas, amore negro.
La rivista cessò di essere pubblicata col fascicolo 12 del dicembre 1935.